# Drzewołaźce
Drzewołaźce (Pygarrhichadinae) – podrodzina ptaków z rodziny garncarzowatych (Furnariidae).

## Występowanie
Podrodzina obejmuje gatunki występujące w Ameryce Południowej.

## Systematyka
Do podrodziny należą następujące rodzaje:
- Microxenops – jedynym przedstawicielem jest Microxenops milleri – rdzawogończyk.
- Pygarrhichas – jedynym przedstawicielem jest Pygarrhichas albogularis – drzewołaziec.
- Ochetorhynchus